# Кузьмин, Георгий Павлович
Георгий Павлович Кузьмин (1913—1943) — советский лётчик-ас истребительной авиации в Великой Отечественной войне, Герой Советского Союза (28.04.1943). Гвардии Майор (1943).

## Биография
Георгий Кузьмин родился 21 апреля 1913 года в селе Нагорное (ныне — Саянский район Красноярского края). Рано остался без отца, был батраком. После окончания семи классов школы работал в сельском хозяйстве. 
В сентябре 1930 года Кузьмин был призван на службу в Рабоче-крестьянскую Красную Армию. В 1932 году он окончил Вольскую объединённую военную школу лётчиков и авиатехников, после чего шесть лет служил бортовым авиатехником. Участвовал в боях на Халхин-Голе. В том же 1939 году направлен учиться на лётчика, в 1940 году окончил Качинскую военную авиационную школу лётчиков имени А. Мясникова. 
С первого дня Великой Отечественной войны — на её фронтах. Старший лейтенант Г. П. Кузьмин встретил войну в должности командира звена 161-го резервного авиационного полка (11-я смешанная авиационная дивизия, Западный фронт), летал на И-153. За один день 28 июня 1941 года в пяти боевых вылетах сбил 5 немецких самолётов. В сентябре 1941 года переведён в 274-й истребительный авиационный полк (Московская зона обороны), где летал на МиГ-3 и Як-7. 19 сентября 1941 года в районе Ельца сбит в воздушном бою, совершил вынужденную посадку (внесен в списки потерь как не вернувшийся из боевого вылета). Был ранен в обе ноги, получил ещё и сильные обморожения. В госпитале Кузьмину ампутировали ступню левой и треть ступни правой ноги. Но лётчик научился ходить в специальной обуви и к концу весны 1942 года вернулся в строй.
С ноября 1942 года воевал командиром эскадрильи 239-го истребительного авиаполка 235-й истребительной авиадивизии 2-го смешанного авиационного корпуса 8-й воздушной армии Южного фронта, летал на Як-1 и Ла-5. К апрелю 1943 года капитан Георгий Кузьмин совершил 270 боевых вылетов, принял участие в 90 воздушных боях, сбив 15 вражеских самолётов лично и ещё 6 — в составе группы.
Указом Президиума Верховного Совета СССР от 28 апреля 1943 года капитану Георгию Павловичу Кузьмину присвоено звание Героя Советского Союза с вручением ордена Ленина и медали «Золотая Звезда» за номером 931.
С мая 1943 года майор Г. П. Кузьмин — помощник командира по воздушно-стрелковой службе 9-го гвардейского истребительного авиационного полка (6-я гвардейская истребительная авиационная дивизия), летал на Як-1 и «Аэрокобре». 18 августа 1943 года в воздушном бою под городом Снежное Сталинской области Украинской ССР майор Кузьмин одержал свою последнюю воздушную победу. Через несколько мгновений его самолёт был сбит прямым попаданием немецкого зенитного снаряда. Лётчик выпрыгнул с парашютом, но от горящего самолёта парашют также загорелся и лётчик погиб.
К моменту гибели выполнил 280 боевых вылетов, провёл более 100 воздушных боёв, сбил лично 18 и в паре 1 самолёт противника (по данным исследования М. Ю. Быкова), согласно боевой характеристике командира полка по состоянию на 20 июня 1943 года лично сбил 21 самолёт и 7 в группе.
Награждён орденом Ленина (28.04.1943), двумя орденами Красного Знамени (14.08.1942, …), медалью «За оборону Сталинграда» (22.12.1942, вручена в 1943).
В честь Кузьмина названа улица в Заозёрном, установлен бюст и названа школа в селе Рыбное.